# Elisabeth Ettlinger
Elisabeth Ettlinger (* 14. Juli 1915 in Breslau als Elisabeth Lachmann; † 21. März 2012 in Küsnacht bei Zürich) war eine Schweizer Provinzialrömische Archäologin.
Sie war die Tochter des Geologen Richard Lachmann (1885–1916) und seiner Frau Hedwig, geborene Hopf (1893–1953), einer Schwester des Mathematikers Heinz Hopf (1894–1971). In den 1930er Jahren emigrierte sie in die Schweiz und studierte an der Universität Basel Archäologie. 1943 verfasste sie eine Preisarbeit mit dem Titel Über frühkaiserzeitliche Fibeln in der Schweiz, mit der sie zum Dr. phil. promoviert wurde. Ab 1964 arbeitete sie als Lehrbeauftragte für provinzialrömische Archäologie an der Universität Bern, wo sie sich auch 1969 habilitierte und ab 1970 als ausserordentliche Professorin tätig war. Sie trat 1980 in den Ruhestand.
Ihr Arbeitsgebiet war die provinzialrömische Archäologie der Schweiz, besonders aber die Erforschung der römischen Keramik (Terra Sigillata). 1957 war sie Mitbegründerin der Rei Cretariae Romanae Fautores, der Vereinigung der Forscher auf dem Gebiet der römischen Keramik. Sie veröffentlichte zahlreiche Monografien, Aufsätze und Lexikonartikel auf diesem Gebiet. In Anerkennung ihrer Forschungsleistung wurde sie zum ordentlichen Mitglied des Deutschen Archäologischen Instituts gewählt (1956) sowie des Österreichischen Archäologischen Instituts (1975) und zum Ehrenmitglied der Society of Antiquaries in London (1976). Ihr Nachlass befindet sich in der Öffentlichen Bibliothek der Universität Basel, die ihn 2009 als Geschenk von Martin Guggisberg erhielt.
Sie war ab 1940 mit dem Mikrobiologen Leopold Ettlinger (1914–2008) verheiratet.

## Schriften
- Die Keramik der Augster Thermen (Insula XVII). Ausgrabung 1937–38 (= Monographien zur Ur- und Frühgeschichte der Schweiz. Band 6). Birkhäuser, Basel 1949 (Dissertation).
- mit Christoph Simonett: Römische Keramik aus dem Schutthügel von Vindonissa (= Veröffentlichungen der Gesellschaft Pro Vindonissa. Band 3). Birkhäuser, Basel 1952.
- Die römischen Fibeln in der Schweiz (Handbuch der Schweiz zur Römer- und Merowingerzeit). Francke, Bern 1973 (Habilitationsschrift).
- Kleine Schriften: Keramik (= Rei Cretariae Romanae Fautorum Acta. Supplementband 2). Augst/Kaiseraugst 1977.
- mit Katrin Roth-Rubi: Helvetische Reliefsigillaten und die Rolle der Werkstatt Bern-Enge (= Acta Bernensia. Band 8). Stämpfli & Cie, Bern 1979, ISBN 3-7272-0512-1.
- Novaesium IX: Die italische Sigillata von Novaesium (= Limesforschungen. Band 21). Mann, Berlin 1983, ISBN 3-7861-1369-6.
- mit Bettina Hedinger, Bettina Hoffmann, Philip M. Kenrick, Giuseppe Pucci, Katrin Roth-Rubi, Gerwulf Schneider, Siegmar von Schnurbein, Colin M. Wells und Susanne Zabehlicky-Scheffenegger: Die italische Produktion: Die klassische Zeit. In: Elisabeth Ettlinger u. a.: Conspectus formarum terrae sigillatae Italico modo confectae (= Materialien zur Römisch-Germanischen Keramik. Heft 10). Dr. Rudolf Habelt, Bonn 1990, ISBN 3-7749-2456-2.